# Сан-Джулиано-дель-Саннио
Сан-Джулиано-дель-Саннио (итал. San Giuliano del Sannio) — коммуна в Италии, располагается в регионе Молизе, в провинции Кампобассо.
Население составляет 1076 человек (2008 г.), плотность населения составляет 47 чел./км². Занимает площадь 23 км². Почтовый индекс — 86010. Телефонный код — 0874.
Покровителем коммуны почитается святитель Николай Мирликийский, празднование 9 мая.

## Демография
Динамика населения:

## Администрация коммуны
- Официальный сайт: http://www.comune.sangiulianodelsannio.cb.it/